# Rideterminazione semantica
La rideterminazione semantica (anche nota come risemantizzazione o neosemia) è l'attribuzione di un nuovo significato ad un termine già esistente all'interno di una lingua. Il nuovo lessema così ottenuto è detto neologismo semantico.
Insieme alla neologia, all'adattamento ed al calco, costituisce uno dei metodi tramite il quale una lingua può ampliare il proprio vocabolario.

## Tipologie di rideterminazione semantica

### Terminologizzazione
Si parla di terminologizzazione quando un termine del linguaggio comune vede espanso il proprio campo semantico per entrare a far parte di un linguaggio specialistico. Un esempio è il termine "baco", parola che nel linguaggio comune indica da tempo un generico verme e che recentemente è passato ad indicare i bachi informatici.

### Prestito interno
Si parla di prestito interno (o travaso lessicale) quando un termine passa da un settore specializzato all'altro.

### Determinologizzazione
Si parla di determinologizzazione laddove un termine passa dall'essere un termine esclusivo del linguaggio specialistico all'essere adoperato con significato più generico nel linguaggio comune. Costituisce dunque il processo inverso della terminologizzazione. Un esempio è il termine "drone", il quale era inizialmente termine del linguaggio specialistico mentre oggi indica genericamente un qualsiasi velivolo privo di pilota.